# Medveđa
Medveđa (ćirilično Медвеђа, albanski: Medvegja) grad i središte istoimene općina u Republici Srbiji. Nalazi se na jugu Središnje Srbije i dio je Jablaničkog okruga.

## Stanovništvo
Prema popisu stanovništva iz 2002. godine u gradu živi 2.810 stanovnika.
| Etnički sastav 2002. |            |        |
| Narod                | Stanovnika | %      |
| Srbi                 | 2.370      | 84,34% |
| Albanci              | 230        | 7,22%  |
| Romi                 | 97         | 3,45%  |
| Crnogorci            | 90         | 3,20%  |
| Makedonci            | 9          | 0,32%  |
| Bugari               | 4          | 0,14%  |
| Muslimani            | 2          | 0,07%  |
| Bunjevci             | 1          | 0,03%  |
| Bošnjaci             | 1          | 0,03%  |
| nepoznato            | 4          | 0,14%  |

| broj stanovnika | 1732  | 1810  | 2188  | 2621  | 2488  | 3057  | 2810  |
|                 | 1948. | 1953. | 1961. | 1971. | 1981. | 1991. | 2002. |

## Vanjske poveznice
- Stranica općine Medvađa
- Karte, udaljenosti, vremenska prognoza  Arhivirana inačica izvorne stranice od 30. rujna 2007. (Wayback Machine)
- [neaktivna poveznica]